# Richard Posner
Richard Allen Posner (narozen 11. ledna 1939, New York City, USA) je americký právník, právní teoretik, ekonom a aktuálně též soudce Odvolacího soudu Spojených států pro 7. obvod, který sídlí v Chicagu. Zároveň působí na Právnické fakultě University of Chicago. Je důležitým představitelem směru právního myšlení, který se nazývá Law & Economics.
Je autorem skoro 40 knih z oboru práva, ekonomie a dalších společenských věd, žádná z nich ovšem nebyla zatím přeložena do češtiny. Patří k významným představitelům soudobého právního myšlení.

## Život
Studoval na Yale University a na Právnické fakultě Harvard University, kde absolvoval v roce 1962. Během svých studií na Harvardu působil jako šéfredaktor Harvard Law Review. V letech 1962–1963 pracoval jako koncipient pro soudce Nejvyššího soudu Spojených států amerických Williama J. Brennana. Následně působil jako asistent u Federal Trade Commission a na úřadu generálního prokurátora.
V roce 1968 začal Posner učit na Právnické fakultě Stanfordovy univerzity, ale vzápětí se v roce 1969 přesunul na Právnickou fakultu University of Chicago, na které dodnes působí a kde je profesorem také jeho syn Eric Posner. V roce 1972 byl zakládajícím redaktorem periodika Journal of Legal Studies.
Dne 27. října 1981 byl Posner navržen prezidentem Ronaldem Reaganem na pozici soudce Odvolacího soudu Spojených států pro 7. okruh. Posnerova nominace byla schválena Senátem 24. listopadu 1981. V letech 1993–2000 byl Posner předsedou tohoto soudu.
Od prosince 2004 publikuje na společném blogu s držitelem Nobelovy ceny za ekonomii Gary Beckerem.

## Myšlenky a dílo
Posner je představitelem právního a filosofického pragmatismu a ekonomického přístupu k právu. Napsal celou řadu knih a článků na rozličná témata zahrnující např. ekonomickou analýzu práva (Law & Economics), právo a literaturu (Law & Literature), historii práva, právo duševního vlastnictví, právo hospodářské soutěže a vztah morálky a práva. Mezi jeho nejznámější knihy patří Economic Analysis of Law a Antitrust Law.